# Viktorija Roščyna
Viktorija Volodymyrivna Roščyna (in ucraino Вікторія Володимирівна Рощина?, in russo Виктория Владимировна Рощина? Viktorija Vladimirovna Roščina; Zaporižžja, 6 ottobre 1996 – Taganrog, 19 settembre 2024) è stata una giornalista ucraina che raccontò l'invasione russa dell'Ucraina e l'assedio di Mariupol'.  Fu insignita del  premio Courage in Journalism 2022 dell' International Women's Media Foundation.
La giornalista, che lavorava come libera professionista per Ukraïns'ka Pravda, Radio Free Europe, e il canale televisivo Hromadske.TV, scomparve nell'agosto 2023 mentre ritornava sui luoghi occupati dai russi. Nell'ottobre 2024 venne confermata la sua morte in un carcere russo.

## Biografia
Viktorija "Vika" Roščyna nacque il 6 ottobre 1996 a Zaporižžja, in una famiglia di ucraini russofoni. Aveva una sorella. Da giovane passò un periodo in Canada con il padre.
Iniziò a lavorare come giornalista quando era ancora un'adolescente, occupandosi di decisioni giudiziarie e crimini. Dopo l'invasione e l'occupazione russa dell'Ucraina orientale nel 2022, cominciò a scrivere della vita nelle aree occupate dai russi dell'Ucraina e dell'assedio di Mariupol'.
Nel marzo 2022 venne arrestata dall'esercito russo a Vasylivka, ma riuscì a fuggire dopo essersi nascosta in un seminterrato durante la notte. Sempre nel marzo 2022, la sua auto fu colpita da carri armati russi. Lei e il suo autista fuggirono, ma il suo computer e la sua macchina fotografica vennero rubati. Roščyna fu detenuta a Berdjans'k dal Servizio di sicurezza federale russo per dieci giorni. Venne liberata solo dopo aver girato un video in cui affermava che le forze russe le avevano salvato la vita. Scrisse un articolo sul suo periodo di prigionia per Hromadsk'e. Più tardi, nello stesso anno, le fu conferito un "Courage in Journalism Award" dall'International Women's Media Foundation (IWMF). Si rifiutò di partecipare alla cerimonia di premiazione, in modo da potersi concentrare sui suoi reportage.

### Scomparsa e morte
Nel luglio 2023 Viktorija Roščyna visitò l'Ucraina orientale occupata dai russi, per riferire sulla crisi della centrale nucleare di Zaporiggia e sulla distruzione della diga di Kachovka. Per entrare nel territorio, previde di attraversare la Polonia e la Russia. Il 3 agosto 2023 disse alla sua famiglia di aver superato i controlli di frontiera. Questa è l'ultima volta che fu sentita. Il 12 agosto fu denunciata la sua scomparsa e un mese più tardi, il 12 settembre, venne ufficialmente presentata una denuncia. La sua scomparsa fu resa pubblica il 4 ottobre 2023 dalla sua famiglia, attraverso i rapporti di The Daily Beast e Ukraïns'ka Pravda. Anna Nemcova, autrice dell'articolo del Daily Beast e amica di Viktorija Roščyna, disse di aver pubblicato l'articolo "per creare scompiglio" e nella speranza che, se Roščyna fosse stata ancora viva, i suoi rapitori avrebbero "smesso di torturarla".
Intorno al 22 aprile 2024, suo padre Volodymyr Mychajlovyč Roščyn (in ucraino: Володимир Михайлович Рощин) ricevette una lettera datata 17 aprile 2024 dal governo russo che confermava la detenzione della figlia Viktorija Roščyna. Dopo le proteste dei colleghi e famigliari, anche papa Francesco chiese privatamente la liberazione della giornalista in colloqui privati con la diplomazia russa. Ad agosto fu concessa una telefonata con la famiglia, e fu l'ultima volta in cui il padre la sentì.
L'IWMF definì la detenzione "ingiusta" e l'Unione europea la descrisse come "illegale" e "arbitraria". L'attivista per i diritti umani Svetlana Gannuškina annunciò di aver scritto a Tat'jana Moskalkova, commissaria per i diritti umani della Federazione Russa, per chiedere informazioni su Viktorija Roščyna. Sevhil' Musajeva, caporedattrice di Ukraïns'ka Pravda, e l'Unione nazionale dei giornalisti ucraini chiesero il suo rilascio immediato.
Il 10 ottobre 2024 Petro Jacenko del Quartier Generale di Coordinamento per il trattamento dei prigionieri di guerra, annunciò la sua morte. In una lettera alla famiglia, i funzionari russi affermarono che era morta il 19 settembre 2024. La causa della sua morte rimase sconosciuta ma probabilmente legata allo sciopero della fame che stava conducendo.
L'ONG ucraina Medijna iniciatyva za prava ljudyny (Медійна ініціатива за права людини) affermò inoltre che era stata detenuta nella colonia penale numero 77 a Berdjans'k (convertita a centro di detenzione per prigionieri di guerra), o secondo altri a Melitopol', prima del suo trasferimento al centro di detenzione preventiva numero 2 a Taganrog, dove era stato allestito campo di concentramento per prigionieri ucraini. Entrambi i centri erano accusati di torturare i prigionieri con scosse elettriche, violenze e pestaggi, come risulta da testimoni ucraini tra cui una persona che avrebbe visto Roščyna in prigione, affermando che la giornalista aveva ferite da taglio su tutto il corpo, non si alimentava più, pesava circa 30 kg, non camminava da sola e le furono negate le cure mediche. Sarebbe stato impedito di vederla ad un ispettore russo incaricato di controllare le condizioni dei prigionieri. In seguito le sue condizioni di salute sarebbero lievemente migliorate dopo un ricovero in ospedale, ma morì per cause non chiare mentre stava per essere trasferita, dopo essere stata detenuta per tre mesi in isolamento. Secondo l'agenzia di stampa russa dissidente Mediazona, al momento della sua morte era stata trasferita a Mosca, ma secondo l'intelligence della difesa ucraina, Viktorija Roščyna era su una lista di scambio di prigionieri ed era ancora detenuta nella città russa di Taganrog, o si trovava in viaggio su un treno a partire dall'8 settembre.
Reporter senza frontiere e IWMF chiesero un'indagine sulla sua detenzione e morte, così come fecero anche l'Unione europea e il Comitato per la protezione dei giornalisti. L'11 ottobre, il governo ucraino annunciò di considerare la sua scomparsa un omicidio e un crimine di guerra e il presidente Volodymyr Zelens'kyj ha descritto la sua morte come "un duro colpo". Il 18 ottobre il governo russo ha rifiutato di consegnare il corpo della giornalista alle autorità ucraine, come era previsto. I resti della reporter sono stati riconsegnati all'Ucraina solo nel febbraio 2025 ed identificati tramite DNA ad aprile. Inizialmente il cadavere era contrassegnato da una falsa dicitura che lo indicava per quello di un uomo morto di occlusione coronarica. L'autopsia avrebbe confermato le violenze subìte da Roščyna, pur non potendo identificare la causa di morte a causa del tempo trascorso e della mummificazione del corpo. Secondo il medico legale Jurij Belousov "sul corpo della vittima sono stati riscontrati numerosi segni di tortura e maltrattamenti, tra cui abrasioni ed emorragie in varie parti del corpo, oltre a una costola rotta. Gli esperti hanno anche scoperto quelli che potrebbero essere segni di elettrocuzione. Anche queste informazioni saranno chiarite durante l'esame forense successivo". Secondo fonti investigative ucraine ed esperti di medicina, riportati dall'agenzia russa di opposizione Meduza, alcuni organi (cervello, bulbi oculari e laringe) sarebbero stati asportati dal corpo in Russia per evitare indagini sulla causa del decesso, ma i lividi sul collo e la rottura dell'osso ioide sarebbero compatibili con un omicidio volontario mediante strangolamento. Una fonte delle forze dell'ordine ucraine ha riferito ai giornalisti che non è raro che la Russia restituisca i corpi dei prigionieri con gli organi interni rimossi. Le autorità russe in genere spiegano questo come parte del "protocollo per la gestione dei defunti durante l'autopsia", ma potrebbe anche servire a nascondere segni di abusi, ha affermato la fonte.
Il 14 maggio la Verkhovna Rada, votando la proposta di 26 deputati, ha richiesto al presidente Zelensky di conferire postumo il titolo di Eroe dell'Ucraina a Viktorija Roščyna. Il 1° agosto è stata insignita dell'Ordine della Libertà e l'8 agosto si sono svolti i funerali a Kiev nella Cattedrale di San Michele, con una commemorazione in Piazza Indipendenza.

## Indagini sull'omicidio
La procura generale dell'Ucraina ha indagato in contumacia il 7 agosto 2025 l'ex direttore del carcere di Taganrog, per il reato di "trattamento crudele nei confronti di civili, commesso in seguito a una precedente cospirazione da parte di un gruppo di persone" (parti 1 e 2 dell'articolo 438 del codice penale ucraino, punibile con la reclusione fino a 12 anni).

## Pubblicazioni
- (UK) Viktorija Roščyna, Тиждень у полоні окупантів. Як я вибралася з рук ФСБ, «кадирівців» і дагестанців [Una settimana di prigionia degli occupanti. Come sono sfuggita dalle mani dell'FSB, dei "Kadyrivec'" e dei Daghestani], in Hromadske, 26 marzo 2022.

## Premi e onorificenze
- Premio Courage in Journalism (2022)
- Premio Homo Homini per i diritti umani (2024)